# Spießberg
Der Spießberg ist ein 1751 m ü. A. hoher Berg in den Ammergauer Alpen in Tirol. Er ist ein dem Danielkamm und dem Lichtbrenntjoch  nördlich vorgelagerter, wenig ausgeprägter Gipfel. Er erhebt sich jedoch markant südlich über dem Plansee. Der selten besuchte Gipfel kann z. B. von Osten vom Plansee aus bestiegen werden.